# 103T busz (Pécs)
A pécsi 103T jelzésű autóbusz a Kertváros és a Klinikák között közlekedik november 1-jétől 4-éig a 103-as busz helyett, a temető északi kapujának érintésével.

## Története
2017. október 28-án, 29-én és november 1-jén közlekedett először.

## Útvonala
| Kertváros → Árkád → Klinikák | Klinikák → Árkád → Kertváros |
| --- | --- |
| Kertváros – Sztárai Mihály út – Nagy Imre út – Keszüi út – Táncsics Mihály utca – Árnyas út – Siklósi út – Árpád híd – Alsómalom utca – Ipar utca – Bajcsy-Zsilinszky utca – Rákóczi út – Klimó György utca – Kodály Zoltán utca – Alkotmány utca – Ifjúság útja – Klinikák | Klinikák – Alkotmány utca – Kodály Zoltán utca – Klimó György utca – Rákóczi út – Alsómalom utca – Alsómalom utca – Árpád híd – Siklósi út – Árnyas út – Táncsics Mihály utca – Keszüi út – Nagy Imre út – Sztárai Mihály út – Kertváros |

## Megállóhelyei
| 103T (Kertváros – Klinikák) |                               |          | |                                                                       |
| Perc (↓)                    | Megállóhely                   | Perc (↑) | Megállóhelyet érintő járatok | Létesítmények                                                         |
| 0                           | Kertváros végállomás          | 28       | 3, 3E, 6, 6E, 22, 23, 23Y, 24, 55, 61, 62, 103, 121, 130, 130A · Helyközi autóbuszok | Autóbusz-állomás, FEMA                                                |
| 2                           | Csontváry utca                | 26       | 1, 3, 3E, 6, 6E, 7, 7Y, 22, 23, 23Y, 24, 55, 60, 60A, 60Y, 61, 62, 73, 73Y, 103, 107E, 109E, 121, 130, 130A, 142 | Apáczai Csere János Nevelési Központ                                  |
| 3                           | Várkonyi Nándor utca          | 25       | 1, 3, 3E, 6, 6E, 8, 33, 55, 60, 60A, 60Y, 103, 121, 130, 130A · Helyközi autóbuszok |                                                                       |
| ∫                           | Lahti utca                    | 24       | 1, 3, 3E, 6, 6E, 8, 33, 55, 60, 60A, 60Y, 103, 121, 130, 130A · Helyközi autóbuszok |                                                                       |
| 5                           | Sarolta utca                  | 23       | 1, 3, 3E, 55, 103, 130, 130A |                                                                       |
| 6                           | Nagy Imre út                  | ∫        | 1, 3, 3E, 55, 103, 130, 130A |                                                                       |
| 8                           | Bogár utca                    | 21       | 3, 3E, 103 |                                                                       |
| 9                           | Berzsenyi utca                | 20       | 3, 3E, 103 |                                                                       |
| 10                          | Árnyas út                     | 19       | 3, 3E, 22, 23, 23Y, 24, 33, 60, 60A, 60Y, 103 | Honvéd Kórház                                                         |
| 11                          | Temető északi kapu            | 17       | 6, 7, 7Y, 8, 22, 23, 23Y, 24, 33, 41, 42Y, 43, 73, 73Y, 142 · Helyközi autóbuszok | Pécsi köztemető                                                       |
| 12                          | Béke utca                     | 16       | 6, 7, 7Y, 8, 22, 23, 23Y, 24, 41, 41Y, 42, 42Y, 43, 73, 73Y |                                                                       |
| 14                          | Bőrgyár                       | 15       | 3, 6, 7, 7Y, 8, 22, 23, 23Y, 24, 33, 41, 41Y, 42, 42Y, 43, 60, 60A, 60Y, 73, 73Y, 103, 130, 130A · Helyközi autóbuszok | Pécsi Bőrgyár                                                         |
| ∫                           | Autóbusz-állomás              | 13       | 3, 3E, 6, 6E, 7, 7Y, 8, 20, 21, 21A, 22, 23, 23Y, 24, 41, 41E, 41Y, 42, 42Y, 43, 60, 60A, 60Y, 73, 73Y, 103, 107E, 109E, 121, 130, 130A · Helyközi és távolsági autóbuszok                                                                      | Távolsági autóbusz-állomás, Árkád, Vásárcsarnok                       |
| 16                          | Ipar utca                     | ∫        | 3, 6, 8, 33, 60, 60Y, 103, 109E, 130, 130A |                                                                       |
| 17                          | Vásárcsarnok                  | ∫        | 4, 4Y, 13, 13E, 13Y, 15, 15A, 30, 31, 32, 32Y, 33, 34Y, 35Y, 44, 46, 60, 60Y, 103, 104, 104A, 104E, 104Y, 109E, 130, 130A | Vásárcsarnok, Árkád, Távolsági autóbusz-állomás                       |
| ∫                           | Árkád                         | 10       | 2, 2A, 2E, 3, 3E, 4, 4Y, 6, 6E, 7, 7Y, 8, 13, 13E, 13Y, 14, 14Y, 15, 15A, 22, 23, 23Y, 24, 25, 26, 26A, 27, 27Y, 28, 28A, 28Y, 29, 30, 33, 38, 38Y, 39, 40, 60, 60Y, 73, 73Y, 102, 102Y, 103, 104, 104A, 104E, 104Y, 107E, 109E, 130, 130A, 140 | Árkád, Kossuth tér, Konzum áruház, Anyakönyvi Önkormányzat, APEH      |
| 18                          | Árkád, Bajcsy-Zsilinszky utca | ∫        | 2, 2A, 2E, 3, 3E, 4, 4Y, 6, 6E, 7, 7Y, 8, 13, 13E, 13Y, 14, 14Y, 15, 15A, 22, 23, 23Y, 24, 25, 26, 26A, 27, 27Y, 28, 28A, 28Y, 29, 30, 33, 38, 38Y, 39, 40, 60, 60Y, 73, 73Y, 102, 102Y, 103, 104, 104A, 104E, 104Y, 107E, 109E, 130, 130A, 140 | Árkád, Kossuth tér, Konzum áruház, Anyakönyvi Önkormányzat, APEH      |
| 20                          | Zsolnay-szobor                | 8        | 2, 2A, 2E, 3, 3E, 6, 6E, 7, 7Y, 8, 13Y, 14, 14Y, 22, 23, 23Y, 24, 25, 26, 26A, 27, 27Y, 28, 28A, 28Y, 29, 30, 31, 32, 32Y, 34, 34Y, 35, 35Y, 36, 37, 38, 38Y, 39, 40, 44, 46, 47, 73, 73Y, 102, 102Y, 103, 107E, 109E, 130, 140                 | Postapalota, OTP, ÁNTSZ, Megyei Bíróság, Zsolnay-szobor               |
| 22                          | Kórház tér                    | 7        | 2, 2A, 2E, 25, 26, 26A, 27, 27Y, 28, 28A, 28Y, 29, 30, 31, 32, 32Y, 34, 34Y, 35, 35Y, 36, 37, 44, 46, 47, 102, 102Y, 103, 107E, 109E, 130 | Megyei Kórház, Jakováli Hasszán dzsámija, Hotel Pátria                |
| ∫                           | Barbakán                      | 5        | 30, 30Y, 31, 32, 32Y, 34, 34Y, 35, 35Y, 36, 103, 130 | Bazilika, Pécsi Barbakán, Pécsi ókeresztény sírkamrák, Püspöki palota |
| 25                          | Kodály Zoltán utca            | ∫        | 30, 30Y, 31, 32, 32Y, 34, 34Y, 35, 35Y, 36, 103, 130 | Bazilika, Pécsi Barbakán, Pécsi ókeresztény sírkamrák, Püspöki palota |
| 26                          | Alkotmány utca                | 3        | 30, 30Y, 37, 46, 47, 55, 103, 109E, 130 |                                                                       |
| 28                          | Ifjúság útja                  | 1        | 30, 30Y, 37, 46, 47, 55, 103, 109E, 130 | PTE BTK, PTE TTK                                                      |
| 29                          | Klinikák végállomás           | 0        | 30, 30Y, 55, 103, 109E, 130 | PTE ÁOK, 400 Ágyas Klinika, Szentágothai János Kutatóközpont          |